# Verchovyna

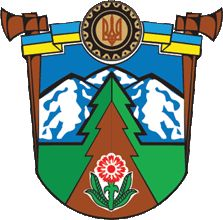
Verchovynas vapen.

Verchovyna (ukrainska: Верховина, polska: Wierchowina, Żabie före 1962) är ett stadsliknande samhälle i Ivano-Frankivsk oblast i västra Ukraina. Verchovyna, som för första gången nämns i ett dokument från år 1424, hade 5 412 invånare år 2004.